# غلامعلی حداد عادل
غلامعلی حداد عادل (زادهٔ ۱۹ اردیبهشت ۱۳۲۴ با نام غلامعلی مشهد محمدعلی حداد) سیاستمدار اصولگرای ایرانی و دانشیار بازنشسته دانشگاه است که هم‌اکنون به‌عنوان رئیس فرهنگستان زبان و ادب فارسی و بنیاد سعدی، عضو مجمع تشخیص مصلحت نظام و شورای سازمان پژوهش و برنامه‌ریزی آموزشی و همچنین عضو شورای عالی انقلاب فرهنگی فعّالیت می‌کند. از وی به‌عنوان پدر معنوی جناح اصول‌گرایان یاد می‌شود.
او نماینده مردم تهران در مجلس شورای اسلامی در ادوار ششم تا نهم و پنجمین رئیس مجلس شورای اسلامی و نخستین رئیس غیر روحانی مجلس شورای اسلامی بوده است. حداد عادل با شعار تقوا و تدبیر در انتخابات ریاست جمهوری سال ۱۳۹۲ نامزد شد و صلاحیت او از سوی شورای نگهبان تأیید شد. اما چهار روز پیش از انتخابات ریاست‌جمهوری به نفع اصول‌گرایان از نامزدی کناره‌گیری کرد.
در آبان ۱۳۹۸، حداد عادل به همراه ۹ نفر دیگر از اطرافیان سید علی خامنه‌ای در فهرست تحریم‌های وزارت خزانه‌داری آمریکا قرار گرفتند.
او که از ابتدای انقلاب در امور آموزش و پرورش کشور فعال بوده در سال ۱۳۷۱ اقدام به تأسیس یک سری مدارس خصوصی بنام مدارس فرهنگ برای تحصیل فرزندانش کرد. محل برخی از این مدارس، املاک مربوط به بنیاد مستضعفان بوده که اجاره بهای کمی از این بابت از او دریافت می‌شد. از فرزندان و داماد خود نیز به‌عنوان معلمان استفاده کرده است. .

## اوایل زندگی و تحصیلات
غلامعلی مشهد محمدعلی حداد در ۱۹ اردیبهشت ۱۳۲۴ در خیابان ری تهران به دنیا آمد. او بعدها نام خانوادگی خود را به حداد عادل تغییر داد. پدربزرگ او در دوران سلطنت ناصرالدین‌شاه برای تعمیرات ماشین دودی بین تهران و شهرری استخدام شد و به همین جهت به حداد معروف بود. غلامعلی کودکی را در یکی از مناطق پایین شهر به نام «پای خط» گذراند و دبستان را در مدرسه عمومی بندار رازی در خیابان لرزاده طی کرد. برای دبیرستان به مدرسه علوی رفت و در آنجا زیر نظر علامه کرباسچیان تعلیمات دینی دید. او در سال ۱۳۴۲ از دبیرستان علوی فارغ‌التحصیل شد. در سال‌های ۱۳۴۵ و ۱۳۴۷ لیسانس و فوق لیسانس خود را در رشته فیزیک از دانشگاه‌های تهران و پهلوی دریافت کرد. بین سال‌های ۱۳۴۵ تا ۱۳۴۷ او در دانشگاه پهلوی و از ۱۳۴۷ تا ۱۳۵۰ در دانشگاه ملی ایران فیزیک درس می‌داد. در سال ۱۳۵۱، کارشناسی ارشد فلسفه را از دانشکده ادبیات و علوم انسانی دانشگاه تهران دریافت کرد. دروس دوره دکتری فلسفه در دانشکده ادبیات و علوم انسانی دانشگاه تهران را در سال ۱۳۵۳ به پایان برد. در این دوران به دلیل تحصیل فلسفه نزد نصر که استاد مذهبی فلسفه آن زمان دانشگاه تهران بود، مورد توجه سیدحسین نصر واقع شده و در دفتر وی به فعالیت مشغول می‌شود. در دهه ۱۳۴۰ از شاگردان احمد فردید بود. بین ۱۳۵۱ تا ۱۳۵۷ در دانشگاه صنعتی آریامهر به تدریس فلسفه، تاریخ علم و تاریخ فلسفه غرب و تاریخ فلسفه اسلامی پرداخت. در سال ۱۳۶۴ از پایان‌نامه دکتری فلسفه تحت عنوان «نظر کانت دربارهٔ مابعدالطبیعه» دفاع کرد. او از ۱۳۶۴ تاکنون به تدریس فلسفه غرب در دانشگاه تهران اشتغال دارد.

## فعالیت‌های سیاسی

### پیش از انقلاب
حداد عادل در ۱ شهریور ۱۳۵۰ زمانی که مدرس فیزیک دانشگاه ملی بود، جزو ۴۴ نفر وابسته به نهضت آزادی به‌شمار می‌رفت که به همراه برادرش مجید حداد عادل به جرم تلاش برای خرابکاری در جشن‌های ۲۵۰۰ ساله شاهنشاهی دستگیر شد و ۶۶ روز زندانی بود. این گروه نخستین بیانیه خود را در زندان به عنوان بیانیه نهضت مجاهدین خلق ایران منتشر کردند و پس از خروج از زندان، در آذر همان سال، بنای اولیه تشکیل سازمان مجاهدین خلق ایران را گذاشتند. لطف‌الله میثمی در گفتگو با حسین دهباشی در مجموعهٔ تاریخ شفاهی ایران می‌گوید غلامعلی حدادعادل در آن ماجرا اشتباهی دستگیرشده و در واقع این برادر او مجید حدادعادل بوده که با مجاهدین خلق در ارتباط بوده، اما مأموران ساواک او را به همراه برادرش و دو تن دیگر با این تصور که این‌ها اعضای یک خانه‌تیمی هستند دستگیر کرده‌بودند.

### پس از انقلاب
با پیروزی انقلاب ۱۳۵۷ حداد عادل در معاونت وزارت ارشاد وقت به فعالیت مشغول شد. از دیگر مسئولیت‌های وی در این دوران، شورای مدیریت صداوسیما بود. کمی بعد از آن وی به وزارت آموزش و پرورش رفت و در آنجا نیز از سال ۱۳۶۱ تا ۱۳۷۲ ابتدا مشاور و بعد معاونت این وزارت خانه را بر عهده گرفت. از اقدامات مهم دوران مدیریت وی در آموزش و پرورش و ریاست وی بر سازمان پژوهش و برنامه‌ریزی آموزشی (۱۳۶۲–۱۳۷۲)، تغییر تمام کتب درسی زمان پهلوی، در ظرف سه سال و راه‌اندازی مرکز المپیادهای علمی بود.
او که بعد از انقلاب سال ۵۷ همواره مواضع اصول‌گرایانه داشته برای نمایندگی مجلس ششم کاندید شد و در جریان بازشماری آرای تهران به جای علیرضا رجایی به این مجلس راه یافت. شورای نگهبان اعلام کرده بود که صندوق‌هایی که مخدوش بودن آن از نظر شورای نگهبان به اثبات رسیده است و با معیارهای شورای نگهبان تأیید کردنی نیست، باید ابطال شود. برای همین تصویب اعتبارنامه حدادعادل نزدیک به شش ماه طول کشید. بعد از انجام رأی‌گیری‌ها اعتبارنامه حدادعادل تأیید شد. حدادعادل رئیس فراکسیون اقلیت در مجلس ششم شد.
او در مجلس هفتم پس از انتخاب شدن به عنوان منتخب اول مردم تهران در انتخابات هیئت رئیسه با ۱۹۶ رای در مقابل ۵۵ رای حسن سبحانی به پیروزی رسید. در این مجلس و در جریان انتخابات ریاست جمهوری سال ۱۳۸۴، شورای نگهبان صلاحیت مصطفی معین، نامزد حزب مشارکت و مجاهدین انقلاب، و محسن مهرعلیزاده، اصلاح‌طلب مستقل را رد کرد. حدادعادل به رهبری نامه‌ای نوشت و درخواست کرد که ایشان شورای نگهبان را به توسیع دایره نامزدهای واجد شرایط توصیه کند. این درخواست با تأیید رهبری و تأیید صلاحیت این دو نفر همراه شد.
حدادعادل در مجلس هشتم، رئیس کمیسیون فرهنگی بود و بازی ریاست را به علی لاریجانی واگذار کرد. در جریان انتخابات ریاست‌جمهوری ۱۳۸۸ در تلویزیون ایران با یک سؤال خطاب به میرحسین موسوی گفت «دوست عزیز اگر بنا به تقاضای شما انتخابات باطل گردد و دوباره رای‌گیری شود و فرضاً شما پیروز شوید و این بار رقیب شما آقای احمدی‌نژاد تقاضای ابطال انتخابات کند، تکلیف چیست؟ این چرخه تا کی می‌تواند ادامه داشته باشد؟»
از دیگر اقدامات او در مجلس هشتم می‌توان به وساطت او برای عدم استیضاح وزیر کار بر سر انتصاب سعید مرتضوی به ریاست سازمان تأمین اجتماعی اشاره کرد. حداد پیغام آورد که مرتضوی قول شرف داده که کنار برود، نمایندگان هم امضای استیضاح را پس گرفتند. اما مرتضوی زیر قولش زد و کنار نرفت. محمود احمدی‌نژاد رئیس‌جمهور وقت با حضور در مجلس گفت، دولت هیچ تعهدی نداده است و مرتضوی نیز که صبح به احترام جلسه شب گذشته‌اش به سازمان تأمین اجتماعی نرفته بود، از بعد از ظهر بر سرکار حاضر شد.
در جریان انتخابات هیئت رئیسه مجلس نهم غلامعلی حدادعادل از سوی فراکسیون اصولگرایان مجلس و علی لاریجانی نیز از طرف رهروان ولایت به عنوان رئیس پیشنهادی مجلس نهم انتخاب و معرفی شدند. در نهایت علی لاریجانی با کسب ۱۷۳ رأی از مجموع ۲۷۵ آرای مأخوذه به سمت رئیس موقت مجلس نهم برگزیده شد. غلامعلی حدادعادل هم صد رأی منتخبان مجلس را از آن خود کرد.
حداد عادل در انتخابات مجلس دهم، در جایگاه سی و یکم در تهران قرار گرفت و پس از چهار دوره موفق به راهیابی به مجلس شورای اسلامی نگردید.

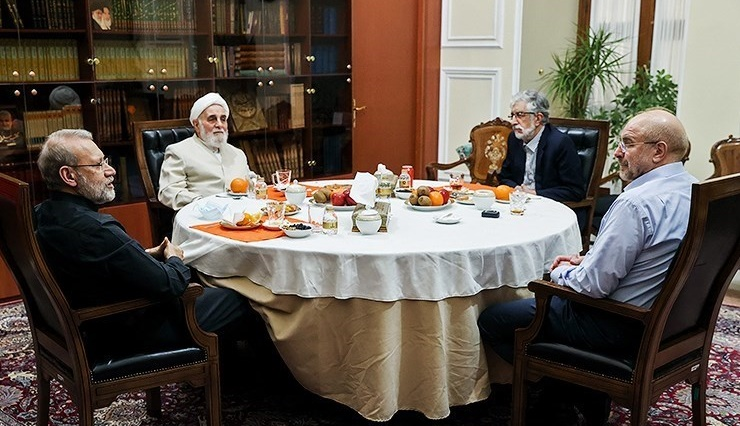
محمدباقر قالیباف در افطار رمضان ۱۴۰۲ هنگام میزبانی رؤسای پیشین مجلس ناطق نوری، حداد عادل و علی لاریجانی

دربارهٔ دیدگاه‌های تخصصی حداد عادل می‌توان به دفاع او از خصوصی‌سازی آموزش و پرورش یاد کرد. وی معتقد است آموزش و پرورش ذیل اصل ۴۴ قانون اساسی و نه اصل ۴۳ قانون اساسی معنا دارد و ضرورت دارد قید غیرانتفاعی از روی مدارس غیردولتی برداشته شود تا بدین طریق سرمایه‌های مردمی به سمت آموزش و پرورش سرازیر شود.

## تأسیس مدارس غیرانتفاعی فرهنگ
حدادعادل مؤسس ۱۲ مدرسه غیرانتفاعی فرهنگ در تهران است. این مدارس نخستین مدارسی بودند که به‌طور تخصصی به آموزش علوم انسانی می‌پرداختند.
از مجموعه مدارس فرهنگ تهران پنج مدرسه غیرانتفاعی زیر نظر حداد عادل تأسیس شده و خانواده او در حال حاضر مدیریت آن‌ها را برعهده دارند.
- دبیرستان دخترانه فرهنگ در خیابان الهیه
- دبستان پسرانه مهر فرهنگ در خیابان ظفر
- دبستان دخترانه فرهنگ در اتوبان صدر
- دبیرستان پسرانه فرهنگ در خیابان سید خندان
- هنرستان پسرانه فرهنگ

قدیمی‌ترین ساختمان مدارس فرهنگ متعلق به دبیرستان پسرانه این مدرسه واقع در خیابان سید خندان کوچه پیشداد است. این مدرسه در سال ۱۳۷۱ تأسیس شده و ساختمان بعدی متعلق به دبیرستان دخترانه فرهنگ واقع در خیابان فرشته، خیابان چناران، کوچه یاسمن است که در سال ۱۳۷۲ تأسیس شده است. افرادی نظیر زهرا حداد عادل و فاطمه داوودی همسر فریدالدین حداد عادل از جمله دانش آموزان دوره یک مدرسه دخترانه فرهنگ بوده‌اند. هم‌اکنون آزاده حداد عادل و فرید حدادعادل مدیریت مدارس فرهنگ را برعهده دارند.

### اظهارات همسر حداد عادل در مورد علت تأسیس مدارس فرهنگ
طیبه ماهروزاده همسر حداد عادل در آبان ۱۳۹۸ در برنامه تلویزیونی زاویه گفت: 
با تأسیس مدارس غیرانتفاعی مخالف بودم، اما خودم به عنوان مؤسس، مدرسه‌ای راه اندازی کردم؛ زیرا پسرم می‌خواست به رشته علوم انسانی برود و'ما نیز به دنبال مدرسه‌ای بودیم که محیط آن سالم باشد، اما پیدا نشد چرا که مدارس برای رشته علوم انسانی، دانش‌آموزان ضعیف را جذب می‌کردند.
این سخنان موجب شد که ماهیت راه اندازی و فعالیت مدارس فرهنگ در کشور به چالش کشیده شود.
منتقدان این عمل را حرکتی برای موروثی کردن تسلط طبقه حاکم بر مردم دانستند. مازیار خسروی روزنامه‌نگار و فعال رسانه‌ای نوشت: «فاجعه‌بارترین بخش سخن همسر حدادعادل این نیست که برای گل‌پسرش مدرسه غیرانتفاعی ساخته؛ همسرش ۴۰ سال در تدوین کتاب‌های درسی نقش داشته و از پرنفوذترین‌های آموزش و پرورش است، اما می‌گوید مسوولیتی در برابر وضع موجود ندارد. فاجعه اصلی این است. بزرگواران مسوولیت هیچ چیز را نمی‌پذیرند.»
عبدالرضا داوری فعال رسانه‌ای نوشت: «موضوع اظهارات خانم ماهروزاده همسر جناب حداد عادل، فراتر از تأمین امکانات تحصیلی برای فرزندش است. او با نهادینه کردن آموزش اختصاصی و پرهزینه‌ای که محدود به فرزندان فرادستان باشد، به‌دنبال بازتولید طبقه حاکم در عصر جانشینی و تثبیت ریشه‌های کاست قدرت است.» محمد مساعد روزنامه‌نگار و فعال رسانه‌ای نوشت: «مسئله اصلی این نیست که مدارس حدادعادل بر زمین‌های مصادره‌ای یا مفت خَر شده از اموال عمومی بنا شده‌اند. مسئله اصلی این است که این مدارس همین حالا مشغول تربیت «صاحبانِ آینده» ما رعایا هستند و ترسی از نمایش این «نابرابریِ برنامه‌ریزی‌شده» هم ندارند.»
وحید اشتری فعال رسانه‌ای معتقد است: «همسر آقای حداد عادل یک فرد نیست. یک ژانر است. یک ژانر رایج از مدیران جمهوری اسلامی که بعد از انقلاب سرکار آمدند. به جای اینکه مشکل کشور را حل کنند تا جامعه بهره‌مند شود چنان دنبال حل کردن مشکل خودشان رفتند و سفره شان را از مردم جدا انداختند که انگار همه چیز هنوز دست ساواک است.»

### اطلاعاتی از یک مدرسه دخترانه فرهنگ
بنا به نوشته سایت عدالت خواهان ایران شهریه مدرسه دخترانه فرهنگ الهیه که دانش آموزان کلاس هفتم الی دوزادهم در سال ۱۳۹۷–۱۳۹۸ از ۱۷ میلیون تومان شروع و به ۲۵ میلیون تومان می‌رسد. زمان تحصیل در این مدرسه از ۷ صبح تا ۳ بعد از ظهر و در تمامی روزهای هفته به غیر از جمعه می‌باشد از مدرسان این می‌توان به حورا صدر همسر سید علی خمینی، دختر و عروس خامنه و و خود حداد عادل اشاره کرد.

#### نظر یکی از دانش آموزان سابق
یکی از دانش آموزان ورودی سال ۱۳۷۸ این مدرسه به رویداد۲۴، می‌گوید: «من سال ۷۸ وارد این مدرسه شدم و آن زمان شهریه برای مقطع ما یک میلیون و پانصد هزار تومان بود. مؤسس و مدیریت این مدرسه متعلق به آقای حداد عادل و همسر ایشان بود. دختر و عروس آقای حداد عادل نیز که آن زمان نسبتاً سن کمی داشتند به عنوان معلم در مدرسه، دروسی مانند نقد فیلم، نقد روزنامه، نقد گلستان و بوستان را تدریس می‌کردند.» گفته می‌شود فرزندان سید مصطفی میرسلیم، مهدی کوچک‌زاده، صادق لاریجانی، سید علی قاضی عسکر، احمد توکلی، صادق زیباکلام، محمدعلی زم در این مدرسه تحصیل کرده‌اند.

### املاکبنیاد مستضعفانو مدرسه فرهنگ
در آبان ۱۳۹۸ امیرحسین فتاح پسر، سید پرویز فتاح در توئیتی مدعی شد حداد عادل از سال ۱۳۷۲ بابت اجاره ملک مدرسه فرهنگ اجاره ای پرداخت نکرده است. در ادامه این ماجرا پرویز فتاح رئیس بنیاد مستضعفان در اواسط مرداد ۱۳۹۹ اعلام کرد حداد عادل، ساختمانی در محله فرشته تهران به ارزش ۲۰۰ میلیارد تومان و اجاره بهای پرداختی وی از میزان اجاره بهای روز کمتر بوده و وی باید اجاره ملک را به روز پرداخت نماید.
وی همچنین در این مصاحبه بیان کرد که زمینی در منطقه هروی به ارزش ۴۰۰ میلیارد تومان (در سال ۱۳۹۰) برای مدرسه فرهنگ در اختیار حداد عادل قرار گرفته بود که وی این زمین را به دلیل اینکه بر روی بر روی گسل بوده و امکان ساخت ساز در این زمین میسر نشده و جواز برای ساخت و ساز از سوی شهرداری داده نشده به بنیاد مستضعفان برگرداند.
حدادعادل در پیامی به تأیید و پشتیبانی خامنه‌ای از این پروژه اشاره کرد: «مدرسه فرهنگ به توصیه رهبر جمهوری اسلامی ایجاد شده و او به مسئولان سابق بنیاد دستور داده که به تأسیس و اداره این مدرسه کمک کنند.» او گفت فرزند فتاح خود در این مدرسه تحصیل کرده و اموال این مدرسه شخصی نیست و به «بیت المال تعلق دارد.»
فتاح متعاقباً از حدادعادل عذرخواهی کرد و گفت جانب انصاف را رعایت نکرده است. این عذرخواهی در فضای مجازی بازتاب گسترده‌ای داشت که برخی آن را نشانه حاشیه امن چهره‌های پرنفوذ در جمهوری اسلامی ایران دانستند.
او همچنین به میزان کم حقوق بستگان خود در این مدارس اشاره کرد: «یکی از فرزندان من که دکترای نانوتکنولوژی دارد در ازای کار تمام وقت تنها ماهی دو میلیون و ۴۰۰ هزار تومان دریافت می‌کند و فرزند دیگرم که در دو رشته مدرک فوق لیسانس دارد در ازای کار بیش از سه روز در هفته؛ ماهی یک میلیون و ۷۰۰ هزار تومان حقوق دارد.»
سایت رویداد ۲۴ در گزارشی بیان کرد که متراژ تقریبی خانه ای به متراژ برابر با متراژ ساختمان مدرسه دخترانه فرهنگ درخیابان یاسمن - تهران در سال ۱۳۹۸ به قیمت ۵۰۰ میلیون رهن و ۳۰۰ میلیون اجاره بوده است. مسئول دفتر معامله ملک منطقه می‌گوید: «این ملک تقریباً چیزی حدود ماهانه ۸۰ تا ۱۰۰ میلیون اجاره و ۵۰۰ میلیون تومان رهن ارزش دارد که این میزان معادل ۱۱۵ میلیون تومان اجاره کامل است.» مبلغ اجاره سال مثلاً ۱۳۷۶ یا ۱۳۷۲ را نمی‌توان با پول امروز محاسبه کرد و با توجه به کاهش ارزش پول، بهترین راه برای محاسبه ارزش اجاره در سال‌های مختلف، قیمت طلا و سکه است. اگر میزان اجاره با مبنای قیمت سکه محاسبه شود، حدود ۲۸ تا ۲۹ سکه بهار آزادی در ماه برای اجاره این ملک باید پرداخت شود.

## تحریم آمریکا
در ۱۳ آبان ۱۳۹۸، وزارت خزانه‌داری ایالات متحده آمریکا ۹ تن از نزدیکان سید علی خامنه‌ای از جمله حداد عادل را تحریم کرد. در بیانیه این وزارتخانه آمده است: «این افراد در طیف وسیعی از رفتارهای شرورانه رژیم، از جمله بمبگذاری در مجتمع تفنگداران دریایی آمریکا در بیروت در سال ۱۹۸۳ و انفجار ساختمان انجمن همیاری اسرائیل و آرژانتین در سال ۱۹۹۴ به علاوه شکنجه، کشتار فراقانونی و سرکوب مردم دست داشته‌اند.» به گفتهٔ مقامات آمریکایی این تحریم‌ها به گونه‌ای طراحی شده‌اند که محدودیت‌های بیشتری را به حلقهٔ اطرافیان علی خامنه‌ای تحمیل کنند. طبق بیانیه وزارت خزانه‌داری این افراد در «سرکوب‌های داخل و خارج از ایران» نقش داشته‌اند. در این بیانیه آمده است: «این اقدام با هدف جلوگیری از تأمین مالی شبکه مشاوران نظامی و خارجی علی خامنه‌ای که سال‌ها است به مردم ایران ظلم کرده و به صدور تروریسم و توسعه سیاست‌های بی‌ثبات کننده در سراسر جهان ادامه می‌دهد، انجام می‌شود.»

## زندگی شخصی

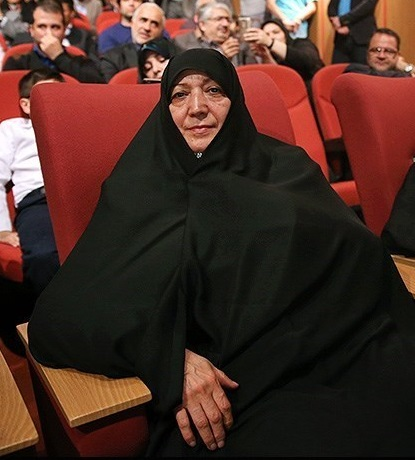
طیبه ماهروزاده، همسر حداد عادل، در سال ۱۳۹۵

همسر او طیبه ماهرو زاده دارای دکترای فلسفه تعلیم و تربیت است و در سمت‌های اجرایی بسیاری چون، مشاور وزیر علوم، تحقیقات و فناوری، مدیر پژوهشکده مطالعات زنان دانشگاه الزهرا و دانشیار دانشگاه الزهرا، همچنین عضو شورای عالی انقلاب فرهنگی، عضو هیئت مؤسس انجمن فلسفه ایران، عضو هیئت امنای سازمان انجمن اولیاء و مربیان، مؤسس شبکه زنان دانشمند مسلمان و سردبیری چندین مجله تخصصی و… ایفای نقش کرده است. طیبه ماهرو زاده دبیرستان دخترانه فرهنگ مخصوص علوم انسانی را تأسیس کرد و تا چند سال این موسسات با نظر او اداره می‌شد. دبیرستان دخترانه فرهنگ در سال (۱۳۸۲) از طرف وزارت آموزش و پرورش به عنوان ۴ مدرسه عالی ایران معرفی شد. وی در کنار سایر فعالیت‌های علمی و اجرائی خود از آغاز تأسیس، مدیریت این دبیرستان را خود بر عهده داشته است. او عضو شورای عالی آموزش و پرورش است.
حداد عادل و همسرش چهار فرزند دارند: فریدالدین، متولد ۱۳۵۲، دکترای علوم سیاسی از دانشگاه امام صادق، آزاده، متولد ۱۳۵۴، دکترای فناوری نانو از دانشگاه کانازاوای ژاپن، زهرا، متولد ۱۳۵۸، کارشناسی ارتباطات از دانشگاه علامه طباطبایی، کارشناسی ارشد مدیریت خبر از دانشکده صدا و سیما، دانشجوی کارشناسی ارشد مدیریت فرهنگی و بنت الهدی، متولد ۱۳۶۴، کارشناسی فلسفه از دانشگاه تهران و کارشناسی ارشد فلسفه دین هستند.
همسر بنت‌الهدی حدادعادل روح‌الله رحمانی است که متولد و بزرگ شدهٔ اهایوی آمریکاست، دارای مدارک لیسانس تا پی اچ دی علوم کامپیوتر از دانشگاه واشینگتن، سنت لوییس است، سابقه کار در شرکت‌های آمازون و بینگ را دارد و هم‌اکنون رئیس هیئت مدیره دیجی‌کالا نکست و استاد دانشکده علوم و فنون دانشگاه تهران است. رحمانی که خواهرزاده محسن وزوایی است از مرداد تا آبان ۱۳۹۵ مدیرکل دفتر نوآوری و حمایت از سرمایه‌گذاری وزارت ارتباطات و فناوری اطلاعات بود. که به دلیل دوتابعیتی بودن استعفا داد.
آزاده در ژاپن دکترای ژنتیک مولکولی گرفت و بعداً به همراه همسرش به آمریکا رفت و دو سال در آنجا زندگی کرد. غلامعلی حداد عادل می‌گوید در آمریکا نوه‌هایش در مدرسه اسلامی درس می‌خواندند؛ اما شرایط زندگی برای آن‌ها راحت نبود و در نهایت دخترش و خانواده او به ایران برگشتند. دخترش در ایران کار نانوتکنولوژی را دنبال نکرد و با مادرش همراه شد و شبکه زنان دانشمند جهان اسلام را راه‌اندازی کردند تا زنان دانشمند را به زنان جهان اسلام و خارج از جهان اسلام معرفی کنند. مجتبی خامنه‌ای (پسر سیدعلی خامنه‌ای) داماد دیگر حدادعادل و همسر زهرا حداد عادل است. به غیر از زهرا، همگی در منزل پدری در منطقه دروس تهران زندگی می‌کنند.

## تاریخچه انتخاباتی
| سال  | انتخابات     | آرا       | ٪     | رتبه       | یادداشت                 |
| ---- | ------------ | --------- | ----- | ---------- | ----------------------- |
| ۱۳۷۸ | مجلس         | ۵۵۶٬۰۵۴   | ۲۵٫۲۰ | بیست و نهم | پیروزی (پس از بازشماری) |
| ۱۳۸۲ | مجلس         | ۸۸۸٬۲۷۶   | ۵۰٫۴۵ | یکم        | پیروزی                  |
| ۱۳۸۶ | مجلس         | ۸۴۴٬۲۳۰   | ۴۴٫۲۱ | یکم        | پیروزی                  |
| ۱۳۹۰ | مجلس         | ۱٬۱۱۹٬۴۷۴ | ۴۷٫۹۴ | یکم        | پیروزی                  |
| ۱۳۹۲ | ریاست جمهوری | –         | –     | –          | کناره‌گیری               |
| ۱۳۹۴ | مجلس         | ۱٬۰۵۷٬۶۳۹ | ۳۲٫۵۷ | سی و یکم   | شکست                    |

## جوایز و افتخارات

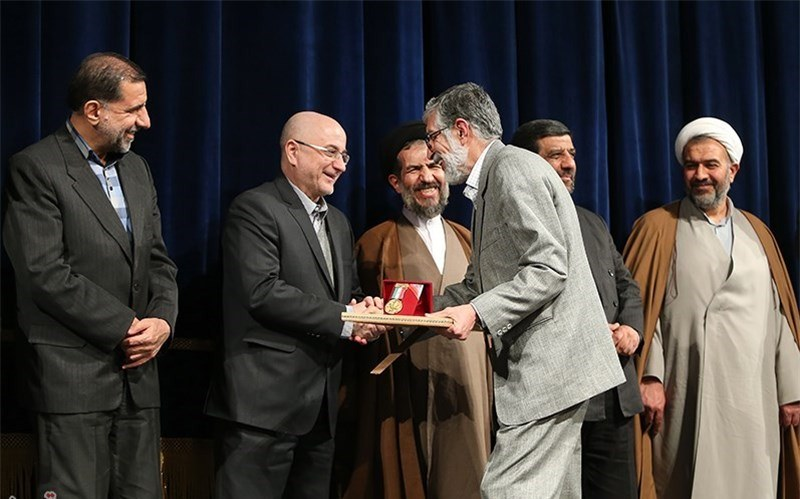
غلامعلی حداد عادل در حال دریافت نشان افتخار جهادگر عرصه عرصه فرهنگ، هنر و رسانه در سال ۱۳۹۳

- برگزیده چهره‌های ماندگار در فلسفه (۱۳۸۷)[۶۲]
- نشان افتخار جهادگر عرصه فرهنگ و هنر (۱۳۹۳)[۶۱]
- نشان درجه دو تعلیم و تربیت (۱۳۷۴)
- جایزه در پژوهش مرکز پژوهش تاریخ، هنر و فرهنگ اسلامی سازمان کنفرانس اسلامی (۲۰۰۸)[۶۳]
- جایزه کتاب سال جمهوری اسلامی ایران برای کتاب تمهیدات امانوئل کانت (۱۳۶۸)[۶۴]
- چهره پیشکسوت اهل قلم از سوی انجمن قلم ایران (۱۳۹۸)[۶۵]